# Publikum

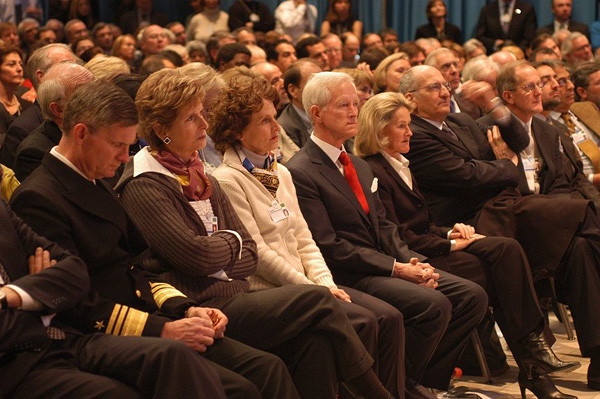
Publikum des World Economic Forum 2003

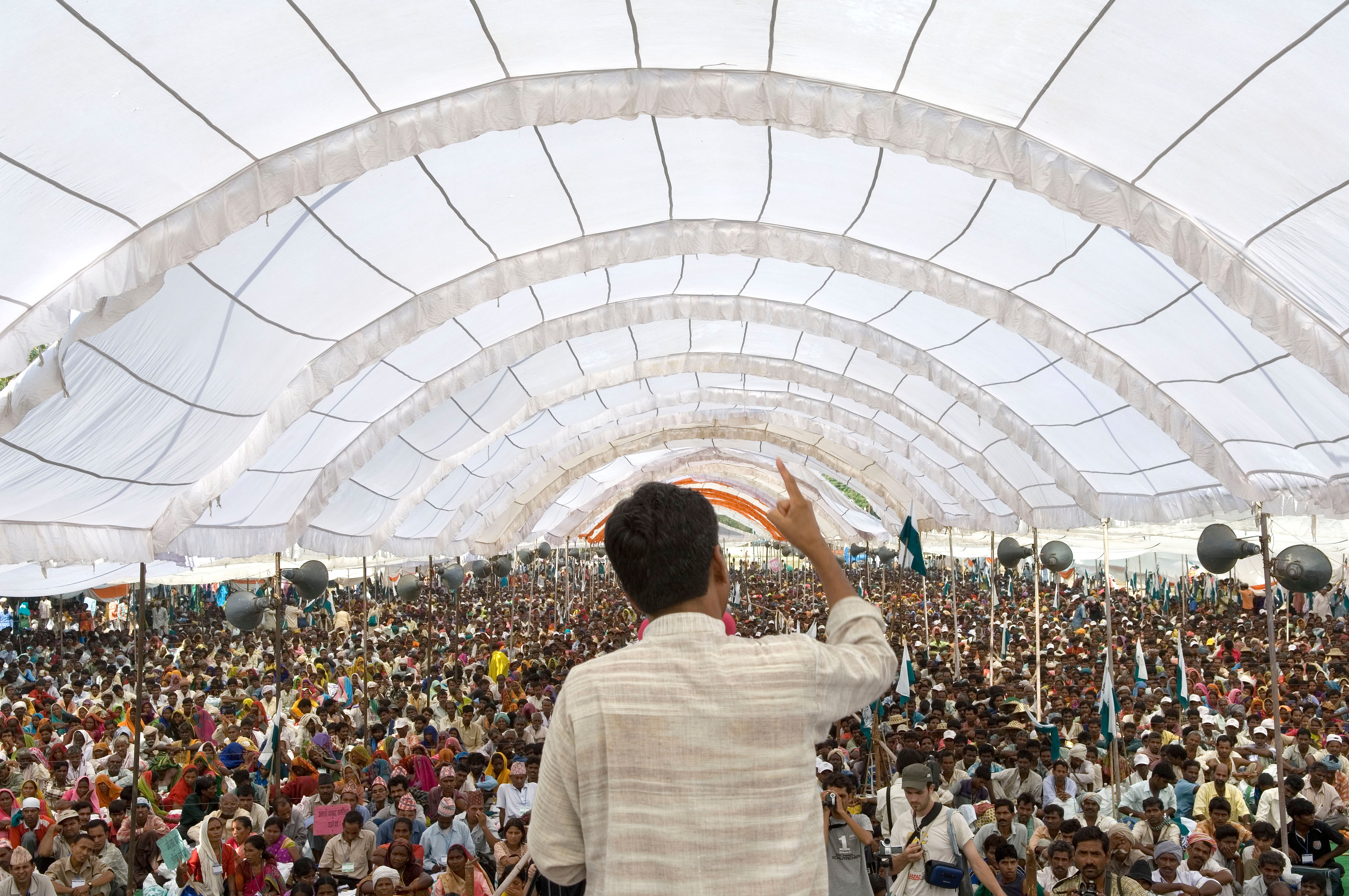
Ein größeres Publikum während einer Rede

Publikum (von lat. publicus „dem Volk, der Allgemeinheit gehörig“; vgl. coram publico „vor den Leuten“, „öffentlich“; res publica „Republik“) ist der Sammelbegriff für die Zuschauer und Zuhörer bei Aufführungen im Theater, Kino, Radio, Fernsehen, bei Gerichtsverhandlungen, bei Ausstellungen, Vorträgen/Reden, Konzerten, Zirkusveranstaltungen, Festivals etc. Außer der Zuschauer- und Zuhörerschaft bezeichnet man auch die Leserschaft literarischer Darbietungen als Publikum.

## Weitere Beschreibung
Wörter wie „Publikumsverkehr“ (auf Behörden) und „publikumswirksam“ (mit der Bedeutung „populär“ auch für Regierungsentscheidungen, Verwaltungsmaßnahmen, ja sogar der Preisgestaltung von Waren gebraucht) zeigen, dass das Wort allgemein für die interessierte, Anteil nehmende und meinungsfähige Allgemeinheit steht. Kennzeichnende Aspekte sind:
- Öffentlichkeit: nur die Zuhörer und Zuschauer bei einer für jedermann zugänglichen Veranstaltung bilden ein Publikum, nicht die Teilnehmer an einer „unter Ausschluss der Öffentlichkeit“ stattfindenden Versammlung oder Besprechung, nicht die Hörerschaft (Hörsaal) einer geschlossenen akademischen Vorlesung, nicht die Teilnehmer einer nur für geladenen Gäste bestimmten Veranstaltung.

- Freiwilligkeit: Funktionsträger bei Veranstaltungen, Teilnehmer, für die Anwesenheitspflicht besteht oder die wie Angeklagte und Zeugen bei einer Gerichtsverhandlung zur Teilnahme gezwungen sind, gehören nicht zum Publikum. Ein Publikum, dem es nicht frei steht, wegzulaufen, ist keines.
- Meinungsfreiheit: Einem Publikum muss es ebenfalls frei stehen, seinen Beifall oder sein Missfallen zu äußern. Bei Reden, Vorträgen, Präsentationen etc. hat das Publikum in gewissen Grenzen die Möglichkeit, deren Ablauf zu beeinflussen z. B. durch Zwischenfragen und, besonders bei Debatten, durch Zwischenrufe.

Auch für Nutzer/Anwender (multimedialer) Informationssysteme findet der Publikumsbegriff zunehmend Anwendung. Die Einflussnahme findet hier per Interaktion und Navigation statt. Siehe auch Medieninformatik.

## Spezielle Gruppen

### Anfänge
Im Leben der Menschen früherer Kulturen war Privatsphäre und Individualisierung ein selteneres Gut als heutzutage: Soziale Geschehnisse waren zwangsläufig eine Sache der Sippe, der Bezugsgruppe. Die Öffentlichkeit von Ereignissen war willkommene Ablenkung in sonst sehr festgelegten Alltagsabläufen. Die natürliche Neugier und Sensationslust der Menschen wurde sowohl durch Machtdemonstrationen wie Bestrafungen, Hinrichtungen als auch durch passive Teilhabe an rituellen Zeremonien befriedigt. Was künstlerische Darbietungen – speziell Musik mit Klatschen, Tanzen, Singen – angeht, so kann man davon ausgehen, dass eine Separation von Darbietenden und Zuhörern in dem Augenblick erfolgte, wo die Anzahl der Beteiligten eine gewisse Zahl überstieg und damit die Koordination von Rhythmus und Melodie vereitelte. Auch der allgemeine Trend zur Spezialisierung in menschlichen Gemeinschaften wird dabei eine Rolle gespielt haben. Auch wir kennen die Spontanbildung von Publikum genau wie die allerersten Menschen: Sensationsbefriedigende Geschehen wie Unfälle, Aufruhr etc. führen zur Aufläufen, bei denen viele weitgehend passive Konsumenten die Abläufe wie auf einer virtuellen Bühne verfolgen. Die Rolle des Publikums ist niemals vollständig passiv; die Rückkopplung zum Geschehen kann jedoch, je nach Rahmen mehr oder weniger direkt erfolgen.
In der Antike wurde beim Amphitheater, dem Stadion und dem Hippodrom bereits mehr Platz für die Zuschauer als für die aktiven Teilnehmer gebaut. 1460 empfahl René d’Anjou’s in Forme et devis d’ung tournoi, dass der Turnierplatz von einem doppelten Zaun umgeben sein müsse, um die (bewaffneten) Ritter von der großen (unbewaffneten) Menge der Zuschauer zu schützen.

### Rednerpublikum
Öffentliche Reden auf Foren für Gerichtsverhandlungen, zum Zwecke der Information und Agitation erfordern den Redner und sein Publikum, ein Publikum, das allerdings weniger zur Passivität verdammt ist als in anderen Formen. Ein guter Redner wird in jedem Fall die Reaktionen seines Publikums beachten und seinen Beitrag oder zumindest dessen Form gegebenenfalls anpassen.

### Konzert- und Theaterpublikum

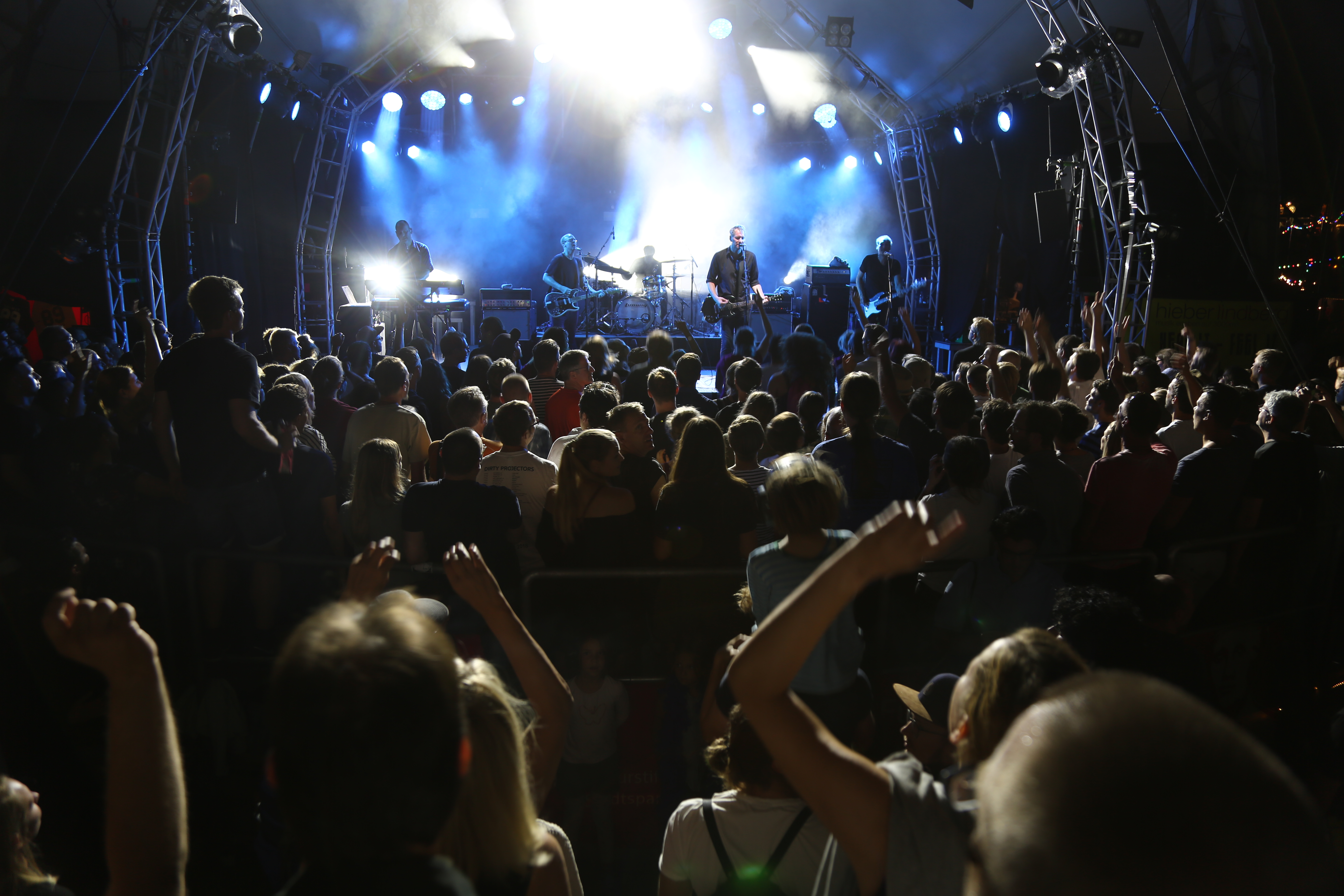
Publikum bei einem Rockkonzert

Das Theaterpublikum steht, im Gegensatz zum Publikum vor dem Rednerpult, dem einfachen Konsumenten näher. Interaktion ist spontan in Form von Beifalls- oder Abneigungsbekundungen möglich, darf aber den Verlauf auf der Bühne nicht direkt beeinflussen. Auch wurden im Laufe der zivilisatorischen Entwicklung Regeln geschaffen, die die Unmittelbarkeit der Reaktion zugunsten von zeitlich auf das Ende eines Abschnitts fixiertem Applaus (oder auch nicht) zurückdrängen.

### Festivals mit sehr großem Publikum
- Rock in Rio (Rockfestival in Rio de Janeiro) (1,3 Millionen Zuschauer)
- Woodstock-Festival

### Kinopublikum
Mit der Virtualisierung des Beitrags wird das Publikum zum puren Konsumenten, metaphorisch aus Sicht des Künstlers auch vor der vierten Wand. Interaktion findet unter den Mitzuschauern (wenn überhaupt) statt. Eine Ausnahme bildete der Vorfilm-Klassiker Der Hahn ist tot, der Kinosäle zum Singen brachte.

#### Publikumskritik
Eine Betrachtung des Kinos kann vom Publikum, seiner Wahrnehmung und seinen Bedürfnissen nicht absehen. Siegfried Kracauer hat seinen Essay Film und Gesellschaft (1927) daher später Die kleinen Ladenmädchen gehen ins Kino genannt. Dabei ist vor der Frage nach der Rezeption einzelner Filme zunächst zu untersuchen, welche Menschen und warum überhaupt ins Kino gehen.
Guy Debord hat in seinem Film In girum imus nocte et consumimur igni [Wir wandern des Nachts im Kreise umher und werden vom Feuer verzehrt] scharfe Kritik am heutigen Kinopublikum geübt. Diese Kritik, die wohl anhand des französischen Publikums entwickelt wurde, kann auch auf das Publikum der deutschen Programmkinos übertragen werden.
„Dieses Publikum, dem man so vollkommen die Freiheit entzogen hat und das dies alles geduldet hat, verdient weniger als jedes andere, dass man es schont. Mit dem traditionellen Zynismus derer, die die menschliche Neigung, ungerächte Kränkungen noch zu rechtfertigen, kennen, verkünden die Manipulatoren der Werbung heute in aller Ruhe, daß 'man ins Kino geht, wenn man das Leben liebt'. Aber dieses Leben und dieses Kino gelten gleich wenig; insofern sind sie tatsächlich beliebig austauschbar.
 Das Kinopublikum, das nie sehr bürgerlich war und auch kaum mehr aus dem gewöhnlichen Volk kommt, setzt sich inzwischen fast nur noch aus einer einzigen sozialen Schicht zusammen, die im übrigen sehr breit geworden ist; nämlich der kleinen Fachgehilfen aus den diversen Zweigen jener 'Dienstleistungen', die das heutige Produktionssystem so dringend braucht: Verwaltung, Kontrolle, Wartung, Forschung, Lehre, Meinungsbildung, Unterhaltung und Pseudokritik. Damit ist wohl ausreichend beschrieben, was sie sind. Gewiss muss man bei diesem Publikum, das noch ins Kino geht, auch die rechnen, die, weil sie eben jünger sind, sich erst im Stadium einer oberflächlichen Lehre in diesen diversen organisatorischen Arbeiten finden.
 Am Realismus und an den Konkretisierungen dieses berühmten Systems kann man schon die persönlichen Fähigkeiten der ausführenden Organe erkennen, die es ausgebildet hat. Und tatsächlich täuschen sich diese hier in allem und können nur noch über Lügen faseln. Es sind arme Lohnabhängige, die sich für Eigentümer halten; betrogene Ignoranten, die sich gebildet glauben, und Tote, die meinen, sie hätten Sitz und Stimme.“
Debord zeigt im Folgenden ausführlich die Tiefe und das Ausmaß des Selbstbetrugs der Kinogänger auf und wie ihnen der Besuch des Kinos hilft, in diesem Selbstbetrug zu verharren.
Als fragwürdig erweist sich allerdings die Vorstellung, das alle Kinogängerinnen und Kinogänger gegenüber dem, was ihnen vorgesetzt wird, die gleiche Haltung einnehmen würden. bell hooks zeigt in ihrem Essay The Oppositional Gaze. Black Female Spectators, dass schwarze Kinogängerinnen einen oppositionellen, widerständigen Blick entwickeln können (nicht müssen), indem sie die rassistischen und sexistischen Repräsentationen zurückweisen und die Identifikation mit dem Gezeigten verweigern. Die Rezeptionshaltung der schwarzen Frauen, die diesen oppositionellen Blick entwickeln, unterscheide sich auch von der der schwarzen Männer und der der weißen Frauen.

### Fernsehpublikum
Unterschieden werden beim Fernsehpublikum das Studiopublikum, das bei der Aufzeichnung oder Live-Übertragung von Fernsehsendungen körperlich anwesend ist, und das Publikum der Ausstrahlung vor Fernseh- und Endgeräten. Im Gegensatz zu dem traditionellen Theater- und Kinopublikum befindet sich das Fernsehpublikum in einer speziellen Situation. Zum einen findet sich der Fernsehzuschauer vereinzelt und absepariert von der Masse des Publikums (disperses Publikum) meist in privater Umgebung; eine Kommunikationsmöglichkeit mit anderen Zuschauern/-hörern ist somit verhindert. Zum anderen bietet das Medium Fernsehen Einflussmöglichkeiten auf den „Handlungsablauf“, die an der Schwelle zur Interaktivität stehen. Zwar ändert „Zappen“ nichts an der Einzelübertragung, sehr wohl jedoch in der individuellen Perzeption. Obgleich die Interaktivität schon ein Kennzeichen von Rednerpublikum und Redner war, ist die Situation hier aufgrund der Mittelbarkeit der Kommunikationswege unter Verlust der direkten sozialen Kontrolle deutlich anders. Alle Entwicklungen jenseits des heutigen Fernsehens (interaktives Fernsehen) von Publikum zu sprechen, wird somit unter Umständen eine Neudefinition des Begriffes „Publikum“ nach sich ziehen oder die Einführung eines neuen Begriffes.

## Plural
Der dem Lateinischen entlehnte Plural Publika wurde aufgrund zwar nicht sehr zahlreicher, aber gut gestreuter Belege 2013 mit dem Vermerk „selten“ neu in die Duden-Wörterbücher aufgenommen.

## Dokumentation
- Das Publikum – Die Macht im Parkett (ORF, 45 Min., 2009, ein Film von Herbert Eisenschenk; Vermeer-Filmproduktion Wien)